# SN 2010fj
SN 2010fj – supernowa typu Ia odkryta 6 czerwca 2010 roku w galaktyce A160648+5458. W momencie odkrycia miała maksymalną jasność 23,10m.